# Чолавін Гаврило Іванович
Гаврило Іванович Чолавін (8 липня 1926, село Буковець, тепер неіснуюче село Підкарпатського воєводства, Республіка Польща) — український радянський діяч, новатор сільськогосподарського виробництва, механізатор колгоспу «Україна» Сокальського району Львівської області. Герой Соціалістичної Праці (31.12.1965). Депутат Верховної Ради УРСР 6—8-го скликань.

## Біографія
Народився в бідній селянській родині. Після завершення Другої світової війни родина була переселена із Польської Народної Республіки до Української РСР.
У 1949—1951 роках — колгоспник, їздовий колгоспу імені Будьонного Калуського району Станіславської області. Закінчив курси трактористів.
У 1951—1978 роках — механізатор, бригадир механізованої бригади, інженер колгоспу «Україна» села Дібровка (тепер —Угринів) (центральна садиба у селі Правда (тепер — Хоробрів)) Сокальського району Львівської області. Досягнув майстерності у садінні кукурудзи та цукрових буряків механізованим квадратно-гніздовим способом, збирав рекордні урожаї цих культур.
Член КПРС з 1961 року.
З 1978 року — на пенсії. 

## Нагороди
- Герой Соціалістичної Праці (31.12.1965)
- орден Леніна (31.12.1965)
- ордени
- медалі